# Mathieu Cazelles
Pour les articles homonymes, voir Cazelles.
Mathieu Cazelles est un homme politique français né le 8 octobre 1793 à Montagnac (Hérault) et décédé le 9 août 1880 à Margny-lès-Compiègne (Oise).
Aide de camp d'un général pendant les Cent-Jours, il est licencié après la bataille de Waterloo. Opposant à la Restauration et à la Monarchie de Juillet, il est député de l'Hérault de 1848 à 1849, siégeant à gauche avec les républicains modérés. Rallié au prince-président, il devient inspecteur militaire. Il est de nouveau député de l'Hérault de 1854 à 1870, siégeant dans la majorité soutenant le Second Empire. Il était conseiller général du canton de Gignac.

## Sources
- « Mathieu Cazelles », dans Adolphe Robert et Gaston Cougny, Dictionnaire des parlementaires français, Edgar Bourloton, 1889-1891 [détail de l’édition]